# Isaac Cuenca
Joan Isaac Cuenca López (Reus, Spanyolország, 1991. április 27. –) spanyol labdarúgó, a Szagan Toszu játékosa.

## Statisztika
2016. január 10-én frissítve.
| Klub                  | Szezon           | Bajnokság     | Bajnokság | Kupa          | Kupa  | Nemzetközi kupa | Nemzetközi kupa | Egyéb         | Egyéb | Összesen      | Összesen |
| Klub                  | Szezon           | Pályára lépés | Gólok     | Pályára lépés | Gólok | Pályára lépés   | Gólok           | Pályára lépés | Gólok | Pályára lépés | Gólok    |
| --------------------- | ---------------- | ------------- | --------- | ------------- | ----- | --------------- | --------------- | ------------- | ----- | ------------- | -------- |
| Sabadell (kölcsönben) | 2010–11          | 32            | 5         | —             | —     | —               | —               | —             | —     | 32            | 5        |
| Barcelona B           | 2011–12          | 5             | 2         | —             | —     | —               | —               | —             | —     | 5             | 2        |
| Barcelona             | 2011–12          | 16            | 2         | 6             | 2     | 7               | 0               | 1             | 0     | 30            | 4        |
| Barcelona             | 2013–14          | 0             | 0         | 0             | 0     | 0               | 0               | 0             | 0     | 0             | 0        |
| Barcelona             | Összesen         | 16            | 2         | 6             | 2     | 7               | 0               | 1             | 0     | 30            | 4        |
| Ajax (kölcsönben)     | 2012–13          | 3             | 0         | 0             | 0     | 2               | 0               | 0             | 0     | 5             | 0        |
| Deportivo             | 2014–15          | 27            | 2         | 2             | 0     | —               | —               | —             | —     | 29            | 2        |
| Bursaspor             | 2015–16          | 12            | 1         | 7             | 0     | —               | —               | —             | —     | 19            | 1        |
| Karrier összesen      | Karrier összesen | 95            | 12        | 15            | 2     | 9               | 0               | 1             | 0     | 120           | 14       |

## Sikerei, díjai
Barcelona
- FIFA-klubvilágbajnokság: 2011
- Copa del Rey: 2011–12

Ajax
- Eredivisie: 2012–13

Hapóél Beér Sheva
- Izraeli bajnokság: 2017–18

## Külső hivatkozások
- Isaac Cuenca adatlapja a Soccerway oldalon (angolul)
- Isaac Cuenca adatlapja a Transfermarkt oldalán (angolul)